# 帕图森河海军航空站

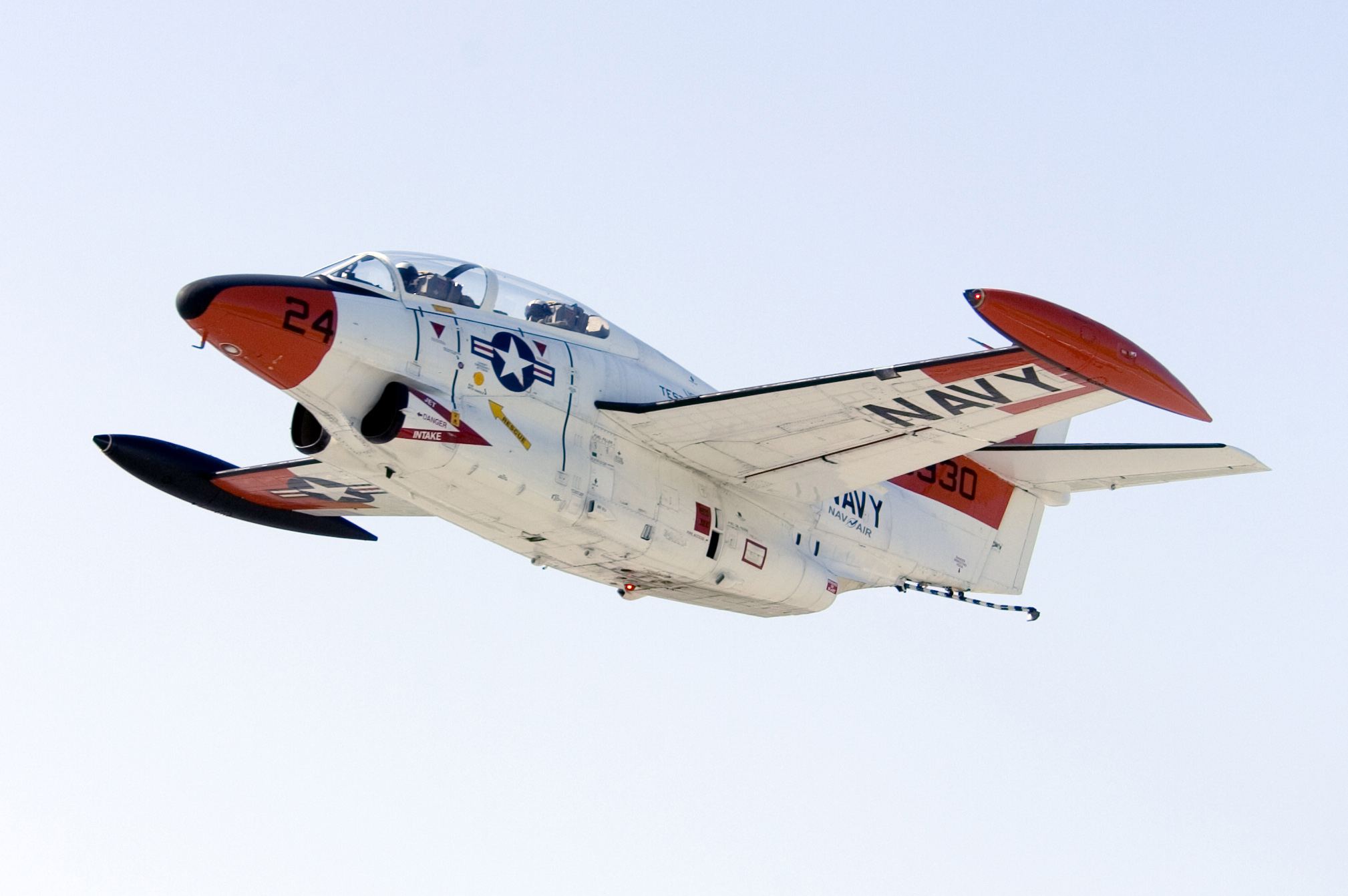
A T-2C Buckeye, assigned to the U.S. Naval Test Pilot School at PAX River, used for training experienced pilots in test pilot methods

帕图森河海军航空站（英文：Naval Air Station Patuxent River）（IATA：NHK，ICAO：KNHK，FAA LID：NHK）是一个位于马里兰州南部圣玛丽斯县切萨皮克湾帕塔克森特河河口处的美国海军基地。
其为美国海军航空系统司令部以及美国海军试飞员学校的总部。